# 上里郵便局
上里郵便局（かみさとゆうびんきょく）
- 埼玉県児玉郡上里町にある郵便局。本記事にて記述する。

上里簡易郵便局（かみさとかんいゆうびんきょく）
- 北海道網走郡津別町にある簡易郵便局。局番号は99703。

上里郵便局（かみさとゆうびんきょく）は埼玉県児玉郡上里町にある郵便局。民営化前の分類では集配特定郵便局であった。

## 概要
住所：〒369-0399 埼玉県児玉郡上里町神保原町262-9

## 沿革
- 1910年（明治43年）7月1日 - 神保原（じんぼはら）郵便局（三等）として開設[1]。
- 1956年（昭和31年）12月15日 - 七本木郵便局[2]から電話交換事務を移管[3]。
- 1961年（昭和36年）7月9日 - 電話交換業務を本庄電報電話局に移管。
- 1966年（昭和41年）2月27日 - 和文電報配達業務を本庄電報電話局に移管。
- 2001年（平成13年）4月2日 - 上里郵便局に改称。
- 2007年（平成19年）10月1日 - 民営化に伴い、併設された郵便事業本庄支店上里集配センターに一部業務を移管。
- 2012年（平成24年）10月1日 - 日本郵便株式会社発足に伴い、郵便事業本庄支店上里集配センターを上里郵便局に統合。

## 取扱内容
- 郵便、印紙、ゆうパック、内容証明
- 貯金、為替、振替、振込、国際送金、国債
- 生命保険、バイク自賠責保険
- ゆうちょ銀行ATM
- 児玉郡上里町内の集配業務

## 周辺
- 上里町役場
- イオンタウン上里
- 国道17号

## アクセス
- JR高崎線 神保原駅から徒歩約2分
- 上里町福祉巡回バス ジャスコ南停留所もしくは神保原駅北広場停留所下車
- 関越自動車道 本庄児玉ICから北西へ約6km
- 駐車場あり：6台